# Comuna de Stawiguda
Stawiguda (polaco: Gmina Stawiguda) é uma gminy (comuna) na Polónia, na voivodia de Vármia-Masúria e no condado de Olsztyński. A sede do condado é a cidade de 1933.
De acordo com os censos de 2004, a comuna tem 4990 habitantes, com uma densidade 22,4 hab/km².

## Área
Estende-se por uma área de 222,52 km², incluindo:
- área agricola: 23%
- área florestal: 54%

## Demografia
Dados de 30 de Junho 2004:
|                      | Total   | Total | Mulheres | Mulheres | Homens  | Homens |
| -------------------- | ------- | ----- | -------- | -------- | ------- | ------ |
|                      | pessoas | %     | pessoas  | %        | pessoas | %      |
| População            | 4990    | 100   | 2508     | 50,3     | 2482    | 49,7   |
| Densidade (pop./km²) | 22,4    | 100   | 11,3     | 11,3     | 11,2    | 11,2   |

De acordo com dados de 2002, o rendimento médio per capita ascendia a 2338,27 zł.

## Subdivisões
- Bartąg, Bartążek, Dorotowo, Gągławki, Gryźliny, Jaroty, Majdy, Miodówko, Pluski, Ruś, Stawiguda, Tomaszkowo, Wymój.

## Comunas vizinhas
- Gietrzwałd, Olsztyn, Olsztynek, Purda